# Anshan (Élam)
Pour les articles homonymes, voir Anshan (homonymie).

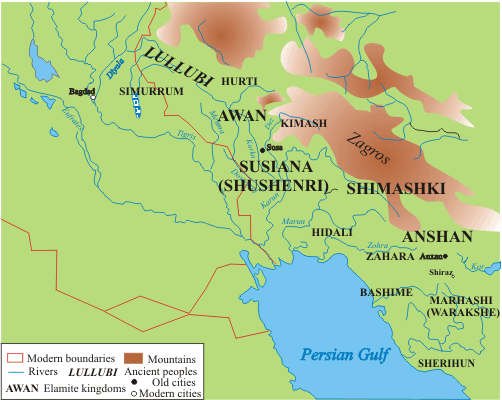
Mésopotamie, Élam, Awan et Anshan.

Anshan, Anzan ou Anšan (en persan : انشان) est l'ancienne capitale du royaume élamite durant les périodes haute et moyenne de celui-ci, puis la première capitale des rois perses achéménides. Elle correspond à l'actuel site de Tell-e Malyân, qui se trouve en Iran, dans la province du Fars (anciennement Pars, du temps de la basse antiquité), près de la ville de Shiraz.

## Histoire
Anshan est occupée dès le VIe millénaire av. J.-C.. Elle devient à la période proto-élamite (fin du IVe millénaire av. J.-C.) une des principales agglomérations du pays élamite, grâce à sa situation sur des routes commerciales de première importance. Entre 2400 et 2000, les rois d'Anshan sont à la tête de royaumes puissants, et se heurtent à l'expansionnisme des Mésopotamiens (rois d'Akkad et d'Ur). Les souverains du royaume de Simashki dominent le royaume élamite au XXIe siècle av. J.-C., et font d'Anshân une des villes principales de l'Élam. Sous les dynasties suivantes, celles d'Eparti (ou sukkalmah), Anshân devient avec Suse l'une des deux capitales de l'Élam. Ce royaume prend alors son caractère duel, entre le Haut-Pays élamite, autour d'Anshân, et la Susiane fortement influencée par la tradition mésopotamienne, la première en gardant toutefois la primauté.
Les souverains élamites des dynasties suivantes : Kidinuides (v.1455-v.1400), Igehalkides (v.1400:v.1215) et Shutrukides (v.:v.1100) prendront le titre de « Roi de Suse et d'Anshan ». Néanmoins, Anshan n'aura jamais l'importance de Suse et restera une ville de plus petite taille, moins bien embellie par les souverains Élamites et de ce fait les fouilles réalisées sur le site  ne sont pas l'occasion de grandes découvertes, en dépit des moyens investis. Cela tient au fait que lorsque la dynastie d'Eparti touche à sa fin (v.1500), la région d'Anshan traverse une grave crise, qui entraîne un retour de sa population au nomadisme et où les lieux de culte principaux du Dieu élamite Napirisha ne sont que des sanctuaires rupestres, comme à Izeh/Malamir et Kurangûn.
Au Ier millénaire av. J.-C., la région d'Anzan (nouveau nom d'Anshân) passe aux mains des Perses achéménides. Leurs souverains reprennent alors à leur compte la titulature de « rois d'Anšan », comme l'atteste un sceau au nom de Cyrus Ier. Son illustre successeur Cyrus II, fondateur de l'Empire achéménide, a fait de même. Mais la ville est vite reléguée au second plan avec la construction des nouvelles capitales perses aux VIe et Ve siècles av. J.-C., Pasargades puis Persépolis, à moins que la titulature adoptée n'ait été plus nominale (une manière de se rattacher à la tradition locale élamite) qu'effective. La ville est en tout cas abandonnée durant cette période.

## Le site archéologique
Le site de Tell-e Malyan (ou Tall-i Malyan ou Tepe Malyan) correspond à l'ancienne ville d'Anshan, il est le site le plus vaste dans la province actuelle du Fars. Il est situé à 46 km au nord de Chiraz (ou Shirâz) dans les montagnes du Zagros et la province du Fars. Il est considéré jusqu'à présent comme le foyer de la civilisation proto-élamite (v.3200-v.2700), bien que d'abord occupé lors de la période Jari (v.5500), voire plus tôt. Le site a prospéré durant trois grandes époques : la période proto-élamite donc, qui est aussi  connue dans la région d'Anshan sous le nom de période Banesh, la période Kaftari (v.2200-1600) et la période médio-élamite (-v.1500/-v.1100).   
Le site était ceint par une muraille qui protégeait une surface de 200 ha, qui n'a pas été entièrement habitée. Les archéologues ont évalué que 130 ha étaient bâtis. Les bâtiments les plus importants mis au jour concernent cette période proto-élamite. Ce sont deux grands bâtiments : le bâtiment principal semble être de type administratif et l'autre est artisanal. Le bâtiment administratif a livré des fragments de tablettes proto-élamites, l'autre avait ses murs recouverts de peinture de couleurs blanche, noir, gris et rouge, reprenant des motifs géométriques (triangles, rosettes).    
On a aussi découvert de la fin de la période médio-élamite (v.1500/-v.1100), un grand bâtiment construit par le roi Khutelutush–Inshushinak (ou Hutelutush–Inshushinak, -1120/-v.1110) où on a trouvé des tablettes administratives en élamite. Enfin il est attesté des preuves d'occupations du site sous les Parthes (141 av. J.-C./224 apr. J.-C.), puis sous les Sassanides (224/637) avec des pièces trouvées dans les lieux de sépulture, dont un four à poterie sassanide. L'université de Pennsylvanie a parrainé des fouilles sur le site en 1971, 1972, 1974, 1976 et 1978. Ces fouilles, conçues comme une exploration préliminaire, avaient trois grands objectifs :
- Établir une chronologie fondée sur les différentes strates.
- Établir une topographie de la surface et effectuer des sondages du site.
- Effectuer des fouilles pour identifier les caractéristiques économiques et sociales dans les différents quartiers de la ville. 
La poursuite de ces objectifs a permis de recueillir des objets de l'artisanat, des fragments de poterie, des ossements d'animaux, des échantillons botaniques et des échantillons minéraux.